# Discomedusa lobata
Discomedusa lobata är en manetart som beskrevs av Claus 1877. Discomedusa lobata ingår i släktet Discomedusa och familjen Ulmaridae. Inga underarter finns listade i Catalogue of Life.